# AppSheet
AppSheet est une application ou plate-forme de développement sans code, qui permet aux utilisateurs de créer des applications mobiles, tablettes et Web à l'aide de sources de données telles que Google Drive, DropBox, Office 365 ainsi que d'autres plates-formes de feuilles de calcul et de bases de données basées sur le cloud. La plate-forme peut être utilisée pour un large éventail de cas d'utilisation commerciale, notamment la gestion de projet, la relation client et les rapports personnalisés.
Google fait l'acquisition de AppSheet en janvier 2020.

## Présentation
AppSheet permet aux utilisateurs de créer des applications mobiles à partir de feuilles de calcul et de bases de données basées sur le cloud. Les applications peuvent également être créées directement en tant que module complémentaire à partir de tableurs comme Google Sheets.
La plate-forme est disponible gratuitement mais aussi en licence professionnelle pour les grandes organisations (avec plus d'options de gestion, d'analyse de données et de performances). Par rapport aux plates-formes de développement low-code qui permettent aux développeurs de développer avec des cycles d'itération plus rapides, AppSheet est une plate-forme sans code qui permet aux utilisateurs professionnels familiarisés avec les opérations de base des feuilles de calcul et des bases de données de créer des applications.
Les sources de données compatibles AppSheet incluent :
- Google Sheet
- Google Forms
- Microsoft Excel sur Office 365
- Microsoft Excel sur Dropbox
- Microsoft Excel sur Box (entreprise)
- Smart sheet
- Sales Force
- Microsoft SQL Server
- MySQL
- PostgreSQLName
- Amazon DynamoDB[6]

## Histoire
AppSheet a été fondée à l'origine par Praveen Seshadri en mars 2014 après plusieurs mois de développement du produit chez lui à Seattle, Washington.
En 2015, AppSheet reçoit le financement de démarrage de New Enterprise Associates.
En 2018, AppSheet est lauréat du prix Tie50 récompensant les startups technologiques innovantes.
La même année, AppSheet lance SPEC, un outil de programmation en langage naturel permettant aux non-codeurs de créer des applications en demandant aux utilisateurs en langage clair ce qu'ils veulent créer.
En 2018 et 2019, AppSheet est nommé leader par Forrester Research pour les plates-formes mobiles en low-code pour les développeurs d'entreprise,.
Le 14 janvier 2020, AppSheet annonce avoir été racheté par Google et rejoint l'équipe Google Cloud,.

### Capture de données
Les applications AppSheet capturent des données sous forme d'images, de signatures, de géolocalisations, de codes-barres et de NFC. Les données sont automatiquement synchronisées mais les utilisateurs peuvent aussi choisir de synchroniser manuellement les données à tout moment. Les utilisations courantes de la saisie de données comprennent les inspections sur le terrain ou sur l'équipement, les inspections de sécurité, les rapports et la gestion des stocks.

### Collaboration de données
Les données synchronisées et partagées permettent aux utilisateurs de collaborer sur des appareils mobiles ou de bureau. Les règles de workflow peuvent également être utilisées pour déclencher des notifications ou des affectations basées sur le travail, le cas échéant. L'accès hors ligne est également possible car le stockage des données est localisé sur l'appareil et synchronisé lors du retour de la connectivité Internet.

### Affichage des données
Les données AppSheet peuvent être affichées sous forme de graphiques ou de contenus interactifs. Les vues de données courantes incluent les tableaux, les formulaires, les cartes, les graphiques, les calendriers et les tableaux de bord. Chaque application peut contenir plusieurs vues composées de données provenant de diverses sources.

### Modèle de programmation déclarative
La plate-forme d'AppSheet permet aux utilisateurs de déclarer la logique de l'activité de l'application afin de personnaliser l'expérience utilisateur de l'application plutôt que d'utiliser du code traditionnel. Ce niveau d'abstraction échange essentiellement un niveau granulaire de personnalisation qui serait disponible via le code dur pour une efficacité, une évolutivité et une sécurité accrues qui seraient disponibles via un modèle déclaratif.

## Sécurité
Les données sont stockées sur l'appareil d'un utilisateur et sur le système de stockage en nuage existant de l'utilisateur. Lorsque les utilisateurs synchronisent leur application, les modifications qu'ils apportent sont envoyées au service Web AppSheet via un protocole chiffré (HTTPS). AppSheet applique ensuite les modifications à la feuille de calcul principale (sur Google Drive, Dropbox, etc. ). La dernière version de la feuille de calcul ou de la base de données est lue (depuis Google Drive, Dropbox, etc.) et renvoyée à l'application mobile.
La plate-forme d'AppSheet respectent les normes conformes à SOC2.